# Moțiori
Moțiori, település Romániában, a Partiumban, Arad megyében.

## Fekvése
Alsóbarakony mellett fekvő település.

## Története
Moțiori falut 1925-ben mócok alapították, eredetileg Alsóbarakony része volt. 1928-tól elemi iskola és ortodox parókia működött. 1936-ban fatemplomot építettek, amely az 1990-es évekig volt használatban.
1941-ben 519 román lakosa volt, 1956-ban pedig 555 lakos élt itt.
A 2002-es népszámláláskor 345 román lakost számoltak össze a településen.

## Nevezetességek
- Háromtornyú ortodox temploma 1977–1978-ban épült, a festményei 1995-ben készültek.[2]